# Real Music Web TV
Real Music Web TVは、2006年7月、メディアで取り上げられないアーティストや楽曲をインターネットで取り上げて世の中に送り出すことをコンセプトに始まった音楽番組。
Real Music WebTV（リアル・ミュージック・ウェブ・ティーヴィー）が語源で、それを略してReMuTV（レムティービー）という。アコースティックを中心としたライブ、石井一孝がホストを勤めるトークコーナー、AORの重鎮 中田利樹のコラム等、30代から40代の大人に向けた音楽コンテンツが中心。
2007年5月より、サイト独自によるガールズバンド育成企画がスタート。

## 過去の出演者

### ライブ
- 石井一孝
- Marie
- 岡嶋かな多
- TACT
- Kyoroko
- bluesoul
- 道下保大
- 曽我泰久
- wiwila
- 中垣雅葉
- SINGO
- 斎藤紗季子
- 鮭
- TAKAGI-A1
- 梅谷英之
- 大橋いさお
- 玉手ゆういち
- 右藤綾子
- 橋本陽子
- 坂元健児
- 池田聡

　ほか 

### トーク
- 樹里咲穂
- 今井清隆
- 中田利樹
- 新川博
- 濱田尚哉

　ほか

## 関連番組
ReMuTV EX.（レムティービー・エキストラ）：スカパー! 194ch（インターローカルTV）毎週月曜日 22:00 - 23:00
出演
- TORA(TRA)
- あきづきかおる(TRA)
- 岩下くらら